# Округ Кано (Западна Вирџинија)
Кано (енгл. Kanawha County) је округ у америчкој савезној држави Западна Вирџинија.

## Демографија
По попису из 2010. године број становника је 193.063, што је 7.01 (-3,5%) становника мање него 2000. године.
| Група             | 2000.           | 2010.           |
| Белци             | 180.258 (90,1%) | 170.969 (88,6%) |
| Афроамериканци    | 13.955 (7,0%)   | 14.115 (7,3%)   |
| Азијати           | 1.697 (0,8%)    | 2.000 (1,0%)    |
| Хиспаноамериканци | 1.172 (0,6%)    | 1.812 (0,9%)    |
| Укупно            | 200.073         | 193.063         |